# 데제르타스 제도

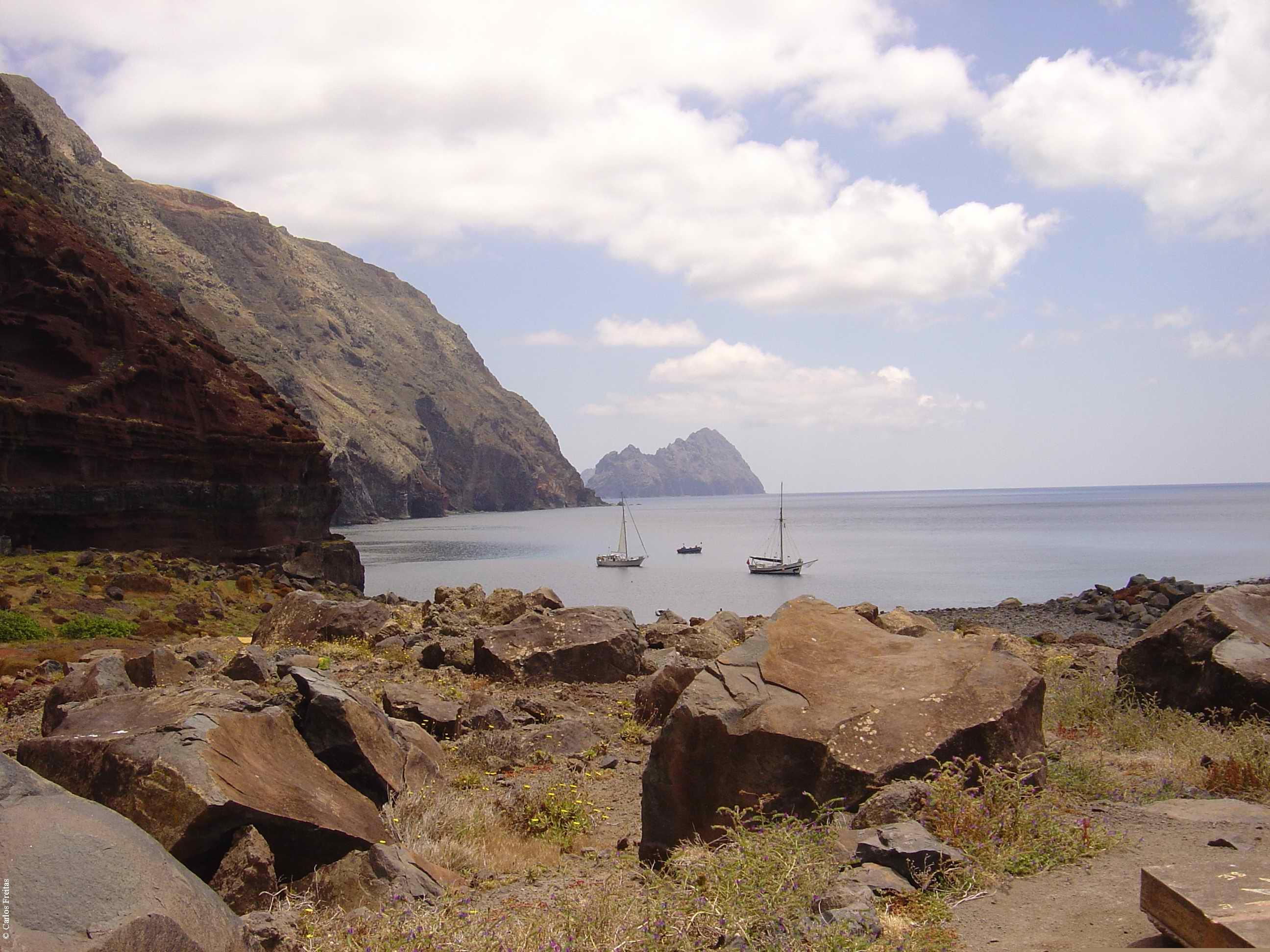
데제르타스 제도

대서양에서의 데제르타스 제도의 위치

데제르타스 제도(포르투갈어: Ilhas Desertas)는 포르투갈령 마데이라 제도에 위치한 군도로 무인도이다. 면적은 14.21km2, 길이는 22.34km, 높이는 442m이며 마데이라섬과 카나리아 제도 사이, 모로코 앞바다에 위치한다. 행정 구역상으로는 마데이라 제도 산타크루스 시에 속한다. 또한 포르투갈의 자연 보호 구역으로 지정되어 있기 때문에 섬에 상륙하려면 허가를 받아야 한다.

## 같이 보기
- 분류:마데이라 제도의 섬